# 陳景生
陳景生，SC，JP，香港資深大律師，香港大律師公會前主席，有「風水大狀」之稱。

## 背景
陳景生早年就讀於東院道官立小學以及筲箕灣官立中學（1962年起入讀），1972年香港大學法律系學士二級榮譽畢業，在英國取得大律師執業資格後回港。1989年成御用大律師。1995、1998及2001成為高等法院特委法官。

## 名下馬匹
他是香港賽馬會的會員，自1990年代中後期開始成為馬主，個人名下馬匹以「豐泰」兩字命名，包括極豐泰、永豐泰、寶豐泰、金豐泰、迎豐泰、廟豐泰、元豐泰、兆豐泰、曜豐泰、裕豐泰、悅豐泰、賞豐泰；而他亦與「益善」系馬主吳新華與陳和平（因為吳新華、陳和平、陳景生是益善賽馬團體成員）合夥擁有馬匹豐益善、泰益善、樂益善、勝益善、皆益善、同益善。
陳景生的名下「豐泰」系賽駒自1996/1997馬季全部交由吳定強訓練，由2017/2018馬季開始（由於吳定強提早退休的關係），他的名下「豐泰」系賽駒將改由沈集成訓練。再由2024/2025馬季開始，他的名下「豐泰」系賽駒將改由游達榮訓練。